# 환상 특급 (1983년 영화)
《환상 특급》(Twilight Zone: The Movie)은 미국에서 제작된 죠 단테 감독의 1983년 공포, 판타지, SF, 스릴러 영화이다. 댄 애크로이드 등이 주연으로 출연하였고 존 랜디스 등이 제작에 참여하였다.

## 출연

### 주연
- 댄 애크로이드
- 앨버트 브룩스
- 버제스 메러디스
- 캐롤 보글

### 조연
- 빅 모로
- 더그 맥그라스
- 찰스 할러한
- 레머스 피츠
- 카이 울프
- 슈 뒤건
- 데비 포터
- 스티븐 윌리암스
- 아네트 클로디에
- 조셉 휴
- 알 레옹
- 스티븐 비숍
- 토머스 버드
- 빈센트 J. 아이삭
- 윌리엄 B. 테일러
- 도밍고 암브리즈
- 에디 도노
- 마이클 밀그롬
- 존 라로케트
- 노버트 와이저

## 기타
- 원작자: 로드 설링
- 협력프로듀서: 존 데이비슨
- 협력프로듀서: 마이클 피넬
- 협력프로듀서: 조지 폴시 주니어
- 협력프로듀서: 캐슬린 케네디
- 미술: 제임스 D. 비셀
- 배역: 마시 리로프